# Inal Gawrilowitsch Dschiojew
Inal Gawrilowitsch Dschiojew (russisch Инал Гаврилович Джиоев; * 5. November 1969 in Südossetien) ist ein ehemaliger russischer Fußballspieler ossetischer Herkunft.

## Leben und Karriere
Inal Dschiojew ist ethnischer Ossete, er wurde im damals noch sowjetischen Südossetien geboren. Seine Karriere als Fußballspieler begann er bei Spartak Zchinwali, bevor 1989 der große Club Alanija Wladikawkas aus dem russischen Nordossetien (damals noch Spartak Ordschonikidse) auf ihn aufmerksam wurde. Mit seinem neuen Verein konnte er 1990 von der Zweiten Liga in die Wysschaja Liga aufsteigen, die höchste sowjetische Liga. Als sich die Sowjetunion 1991 endgültig auflöste, wurde Spartak Wladikawkas, wie sich sein Club damals nannte, Gründungsmitglied der neuen russischen ersten Liga. Dschiojew wurde bevorzugt als Abwehrspieler sowie im defensiven Mittelfeld eingesetzt. Beim UEFA-Pokal 1993/94 feierte er seinen ersten Auftritt auf europäischer Ebene, 1995 wurde er mit seinem Verein russischer Meister. In der Meistersaison war er Teamkapitän. 1996 wurde der zweite Tabellenplatz erreicht. 1997 beendete er seine Karriere aufgrund von Knieproblemen. Insgesamt brachte er es auf 216 Ligaspiele für Wladikawkas, in denen er 16 Tore schoss.
Nach seiner aktiven Karriere kehrte er Dschiojew dem Fußball den Rücken. Er arbeitete später als Zollbeamter in Naltschik. Er ist jedoch weiterhin Anhänger von Alanija Wladikawkas und bezeichnete den Verein in einem Interview unter anderem als nationalen Schatz Ossetiens.